# El gran dictat
El gran dictat fue un concurso televisivo emitido por TV3 (Televisió de Catalunya) desde el 10 de septiembre de 2009, hasta el 9 de enero de 2017 que estaba presentado por Òscar Dalmau y combina los conocimientos lingüísticos y el entretenimiento. Los contenidos del programa incluyen desde barbarismos hasta los últimos anglicismos, tecnicismos o el lenguaje coloquial que está incorporando el catalán.

## Historia
El programa que se inició en septiembre de 2009, se emitía durante los mediodías del fin de semana, sin embargo, de cara a la temporada 2011/2012, pasó a ocupar la misma franja pero, en este caso, los días laborables donde alcanzó el 14,6 % de cuota de pantalla. Para el siguiente curso, estuvo programado a las 20:20 de la noche, antes del Telenotícies vespre, y obtuvo un 9,6 % de share.
En el verano de 2013 se emitió una versión especial con la participación de famosos, titulado El gran gran dictat, un formato que ya se testó la Navidad de 2012. El famoso ganador destinaba íntegramente su premio a la ONG que deseara. En la misma época también se emitió una edición especial entre los mejores concursantes de la historia del concurso titulado La gran lliga del gran.

## Derivados del programa
El éxito del programa con pruebas y ejercicios que imitan el programa. El libro ha sido publicado por Columna Edicions. Además, la Televisió de Catalunya habilitó el juego para Internet, teléfono móvil y tabletas.